# Трібхуванараджа
Шримат Трібхуванараджа  (*д/н — 1316) — магараджа Мелаю у 1286—1316 роках.

## Життєпис
Походив з династії Маулі. Про його батька відсутні відомості, лише відомо, що той зумів підкорити південь Малайського півострова, скориставшись занепадом держави Тамбралінга. Значні відомості про Трібхуванараджау містяться в написі Паданг Роко 1286 року, де згадується, що магараджа і його люди з брахманів, кшатріїв, вайш'їв і шудр відчували вдячність отримати в подарунок статую Падуки Амогхапаси від Кертанагари, магараджи Сінгасарі. Наявність статуї з написом, перевезеної з Яви знаттю та високопосадовцями Сінгасарі, можна розглядати як підтвердження васальної залежності від Сінгасарі. За іншою версією як підтвердження дружніх відносин між цими державами.

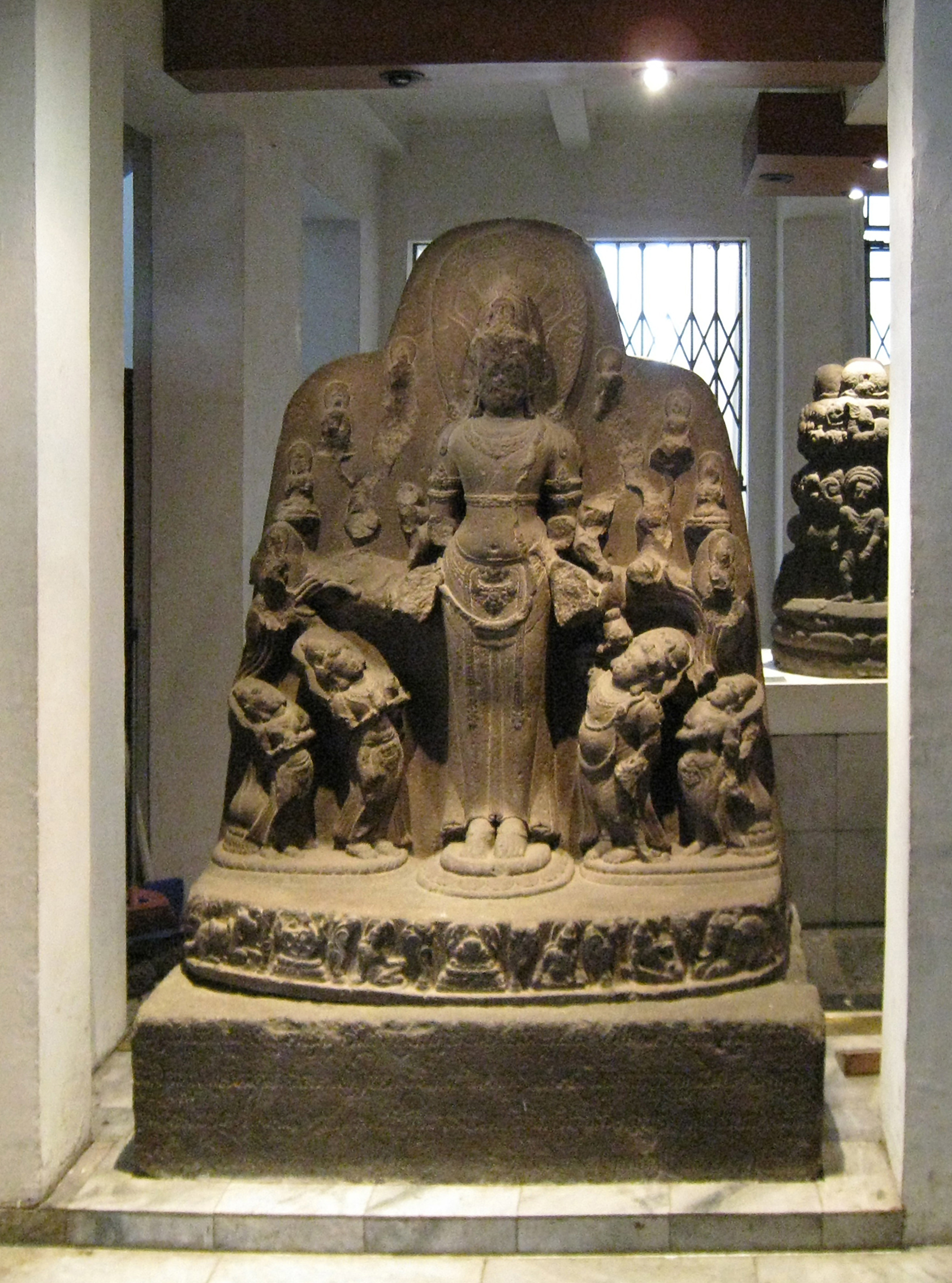
Падука Амогхапаса

. Також є згадки, що доньки Трібхуванараджи — Дару Джінггу та Дару Петак стали дружинами Кертанагари.
Втім у 1288 або 1288 року Трібхуванараджа уклав союз з юаньським імператором Хубілаєм, що намагався водночас підкорити Сінгасарі. У відповідь Кертанагара 1290 року відправив війська проти Трібхуванараджи, що зазнав поразки й визнав владу Сінгасарі. Проте вже 1292 року Кертанагар зазнав поразки й загинув під час вторгнення юанської амрії на Яву. В результаті Мелаю відновила незалежність та набула потужного політичного та торговельного союзника в імперії Юань. Це допомогло під час конфлікту з  Рамакхамхаенгом, володарем держави Сукхотай, що почався невдовзі через бажання контролювати важливу торговельну державу Нагара Шрі Дгамараджу на півночі Малайського півострова. 1295 року до сукхотая було відправлено юанського посланця, що заборонив воювати з Мелаю.
В подальшою Трібхуванараджа зберіг мир з усіма сусідами, посиливши військову та економічну присутність в регіонів. В його панування Мелаю перебувало на піку піднесення. Припускають, що прийняти титул магараджахіраджа (на кшталт імператора) на ознаку своєї могутності. Помер 1316 року. Йому спадкував онук Акарендраварман.